# キングプロテア
キングプロテア（キングプロティア、king protea、Protea cynaroides）は、プロテアの中でも最大の頭状花を持つ被子植物。南アフリカ共和国の南西部、南部にあるフィンボス地域に広く分布している。キングプロテアは南アフリカ共和国の国花である。
花言葉・王者の風格

プロテア属にはクイーン・プロテア、プリンセス・プロテア（プロテア・グランディケプス）も存在する。

## ギャラリー

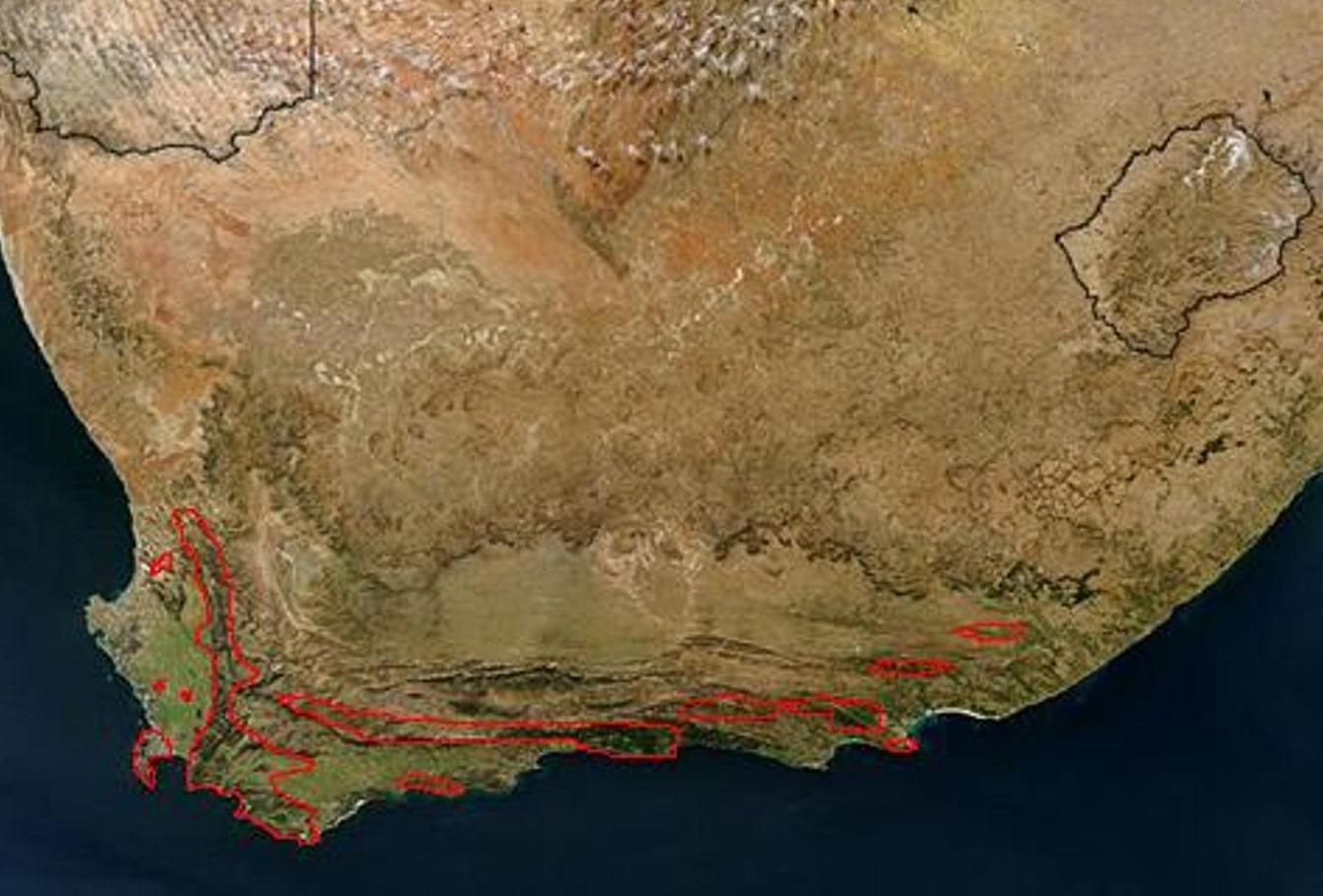
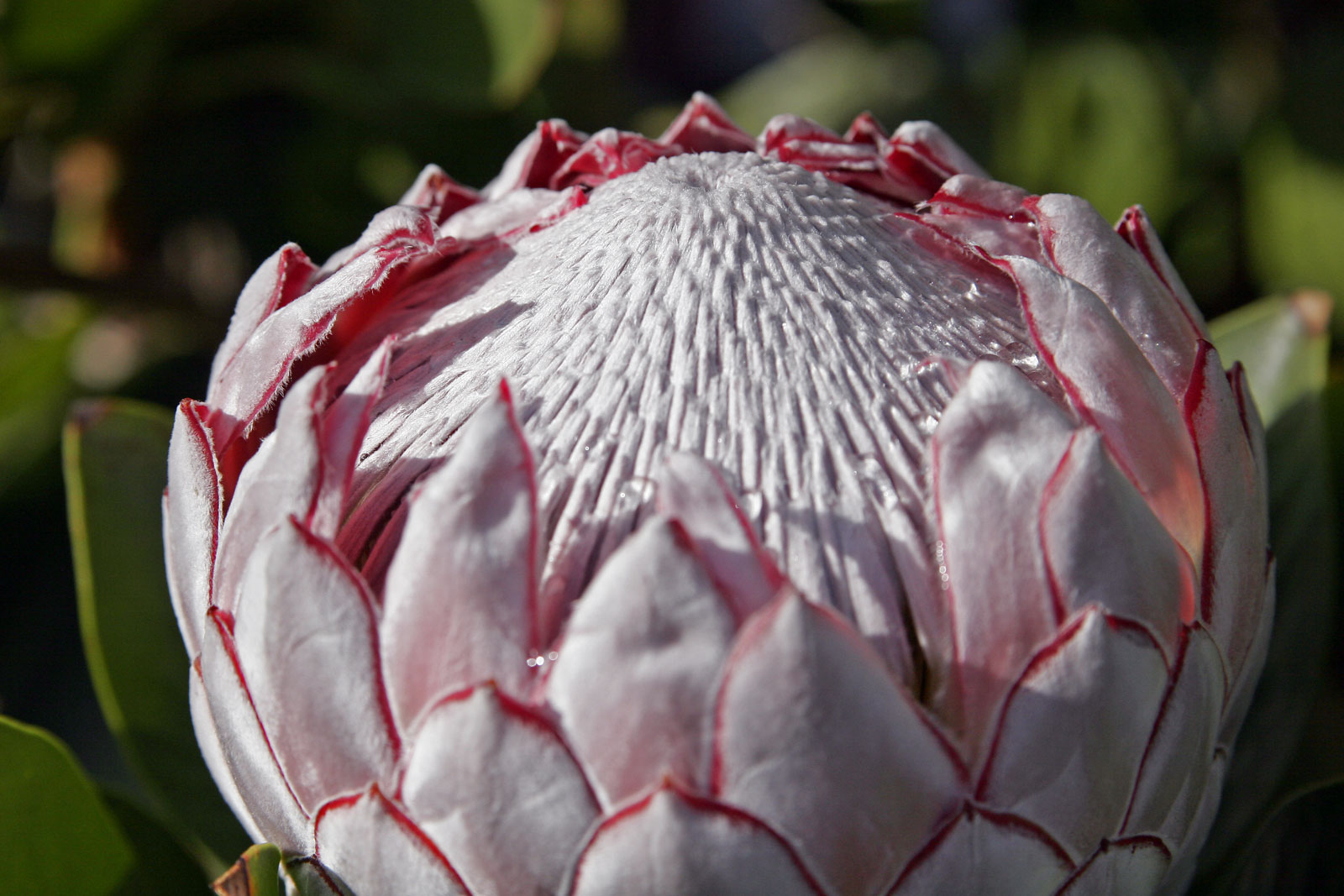
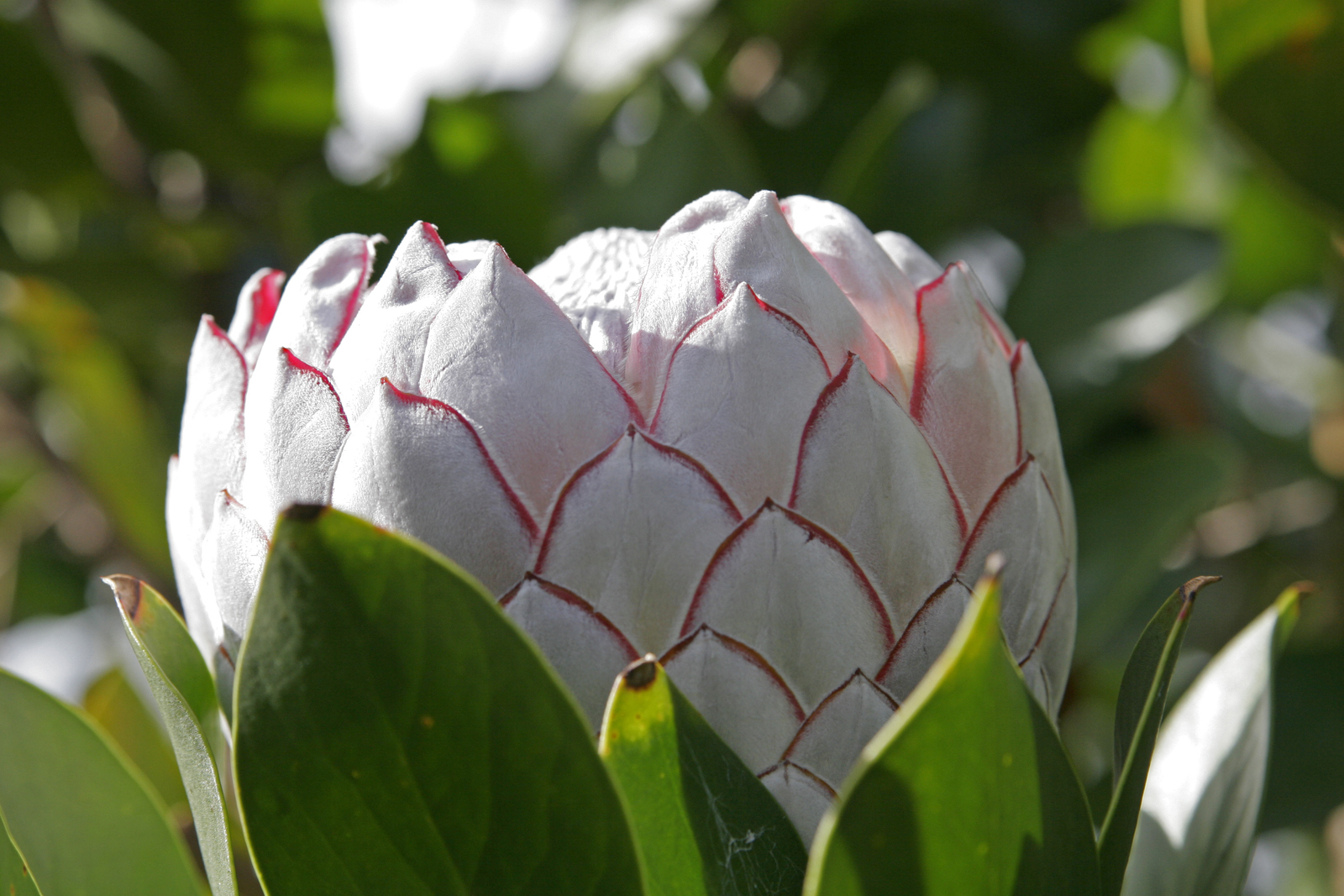
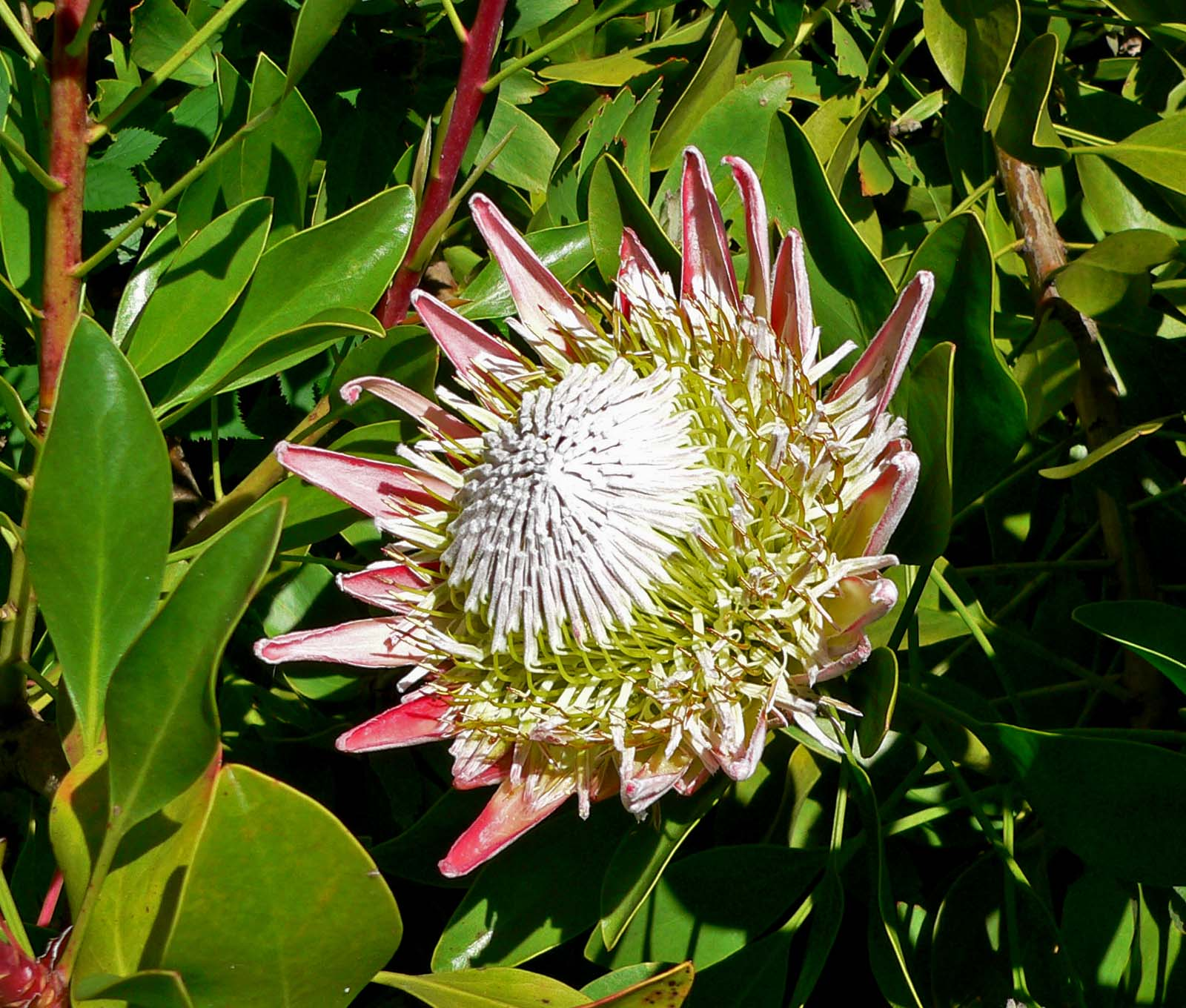
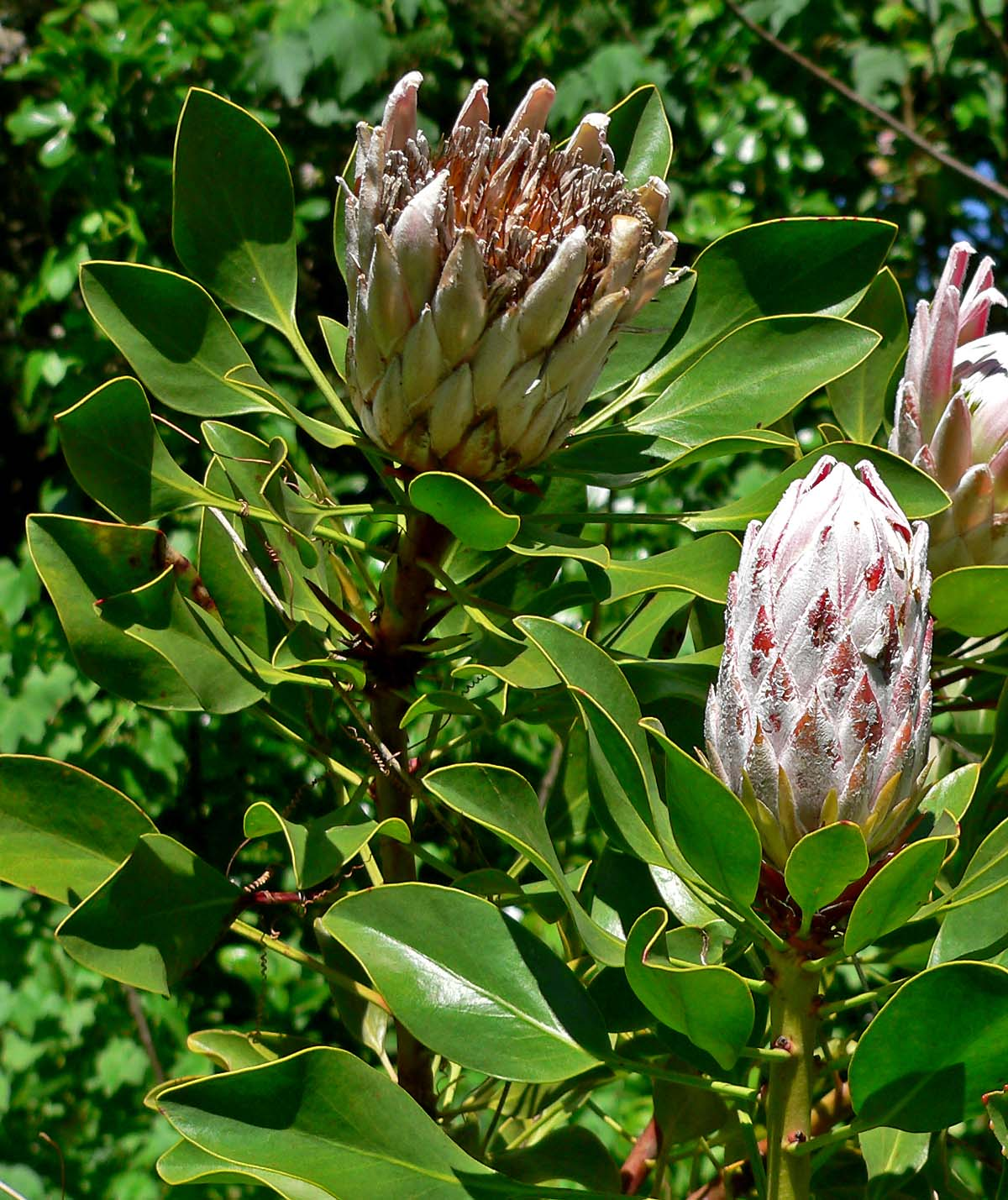
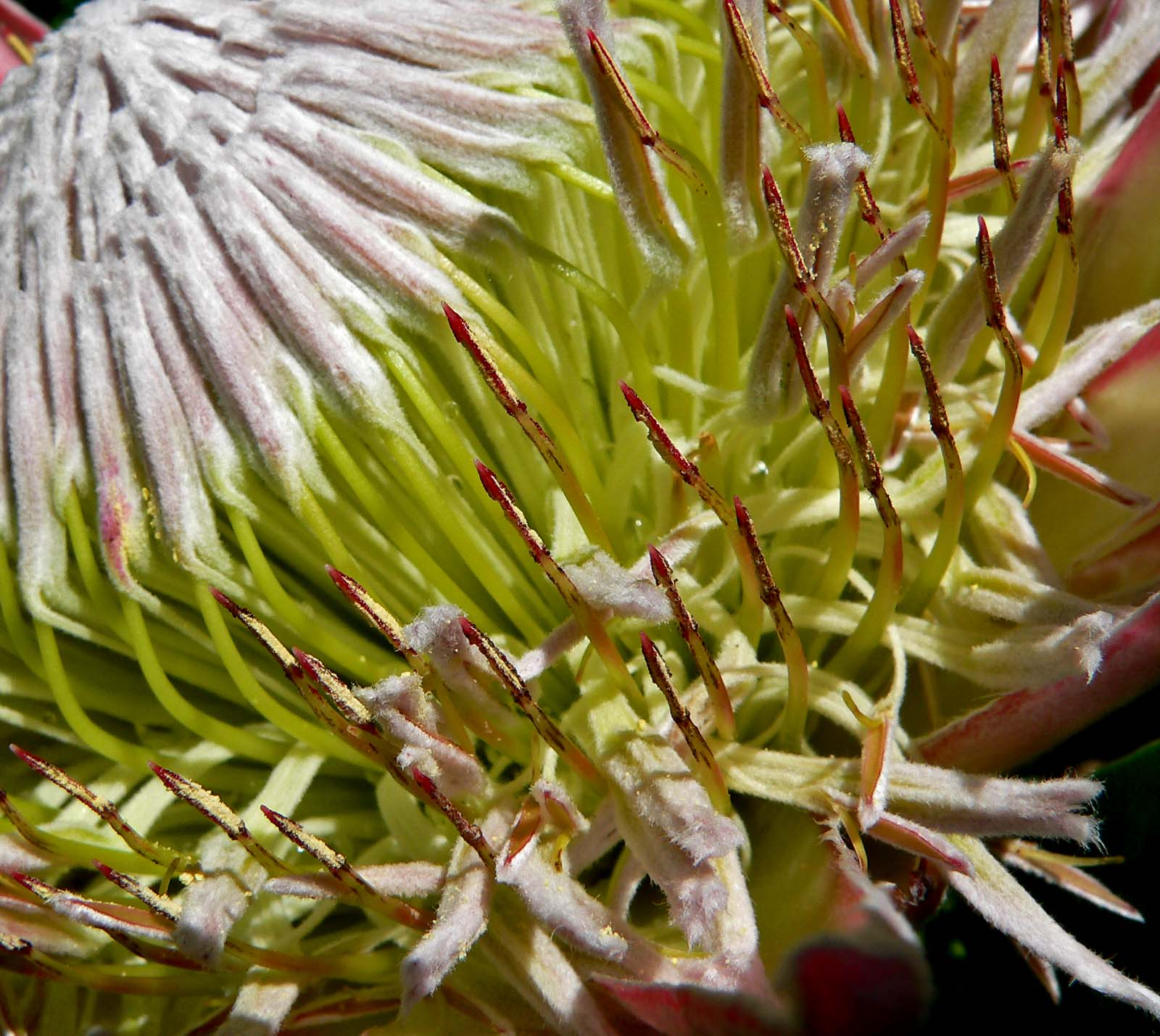
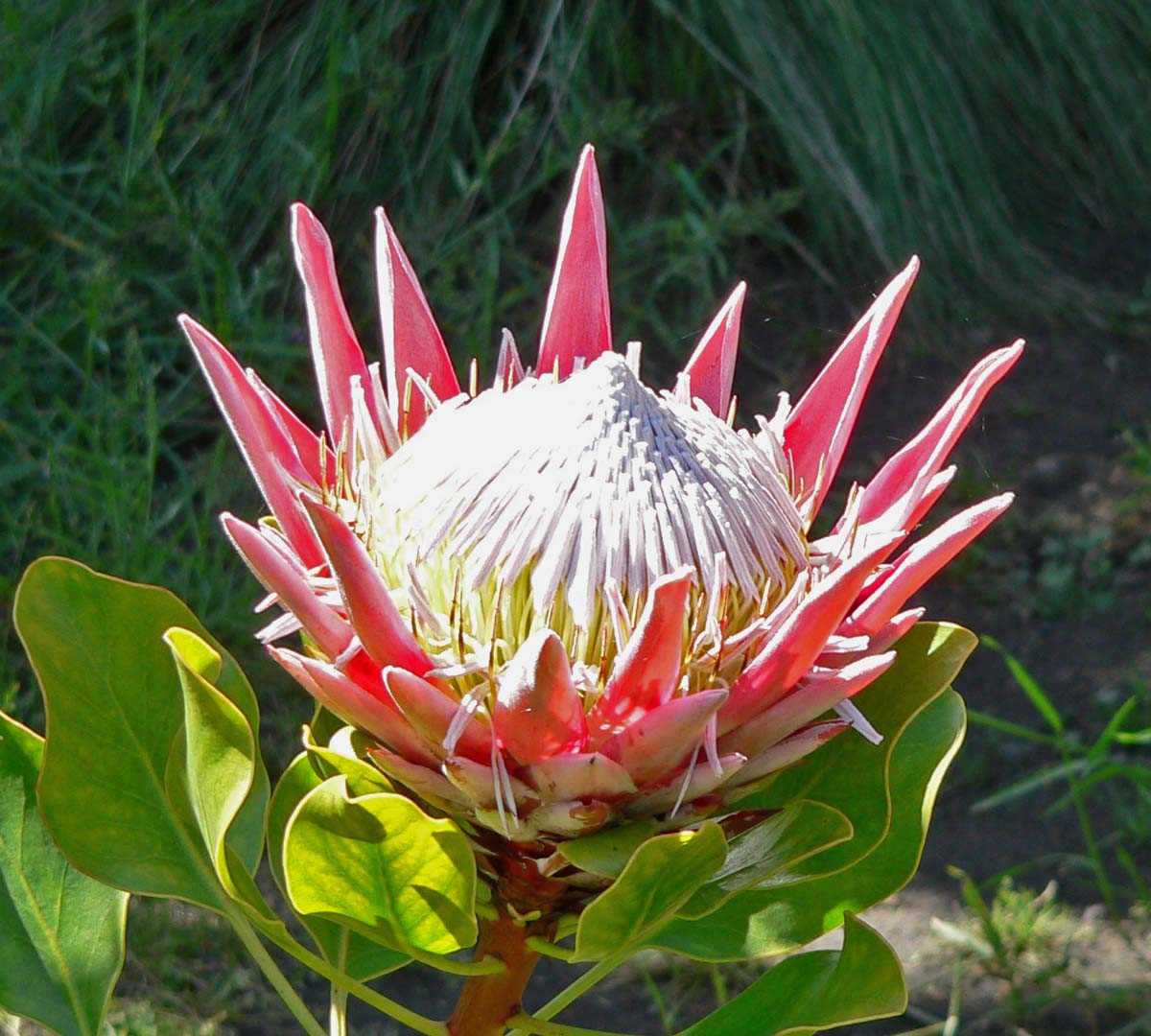
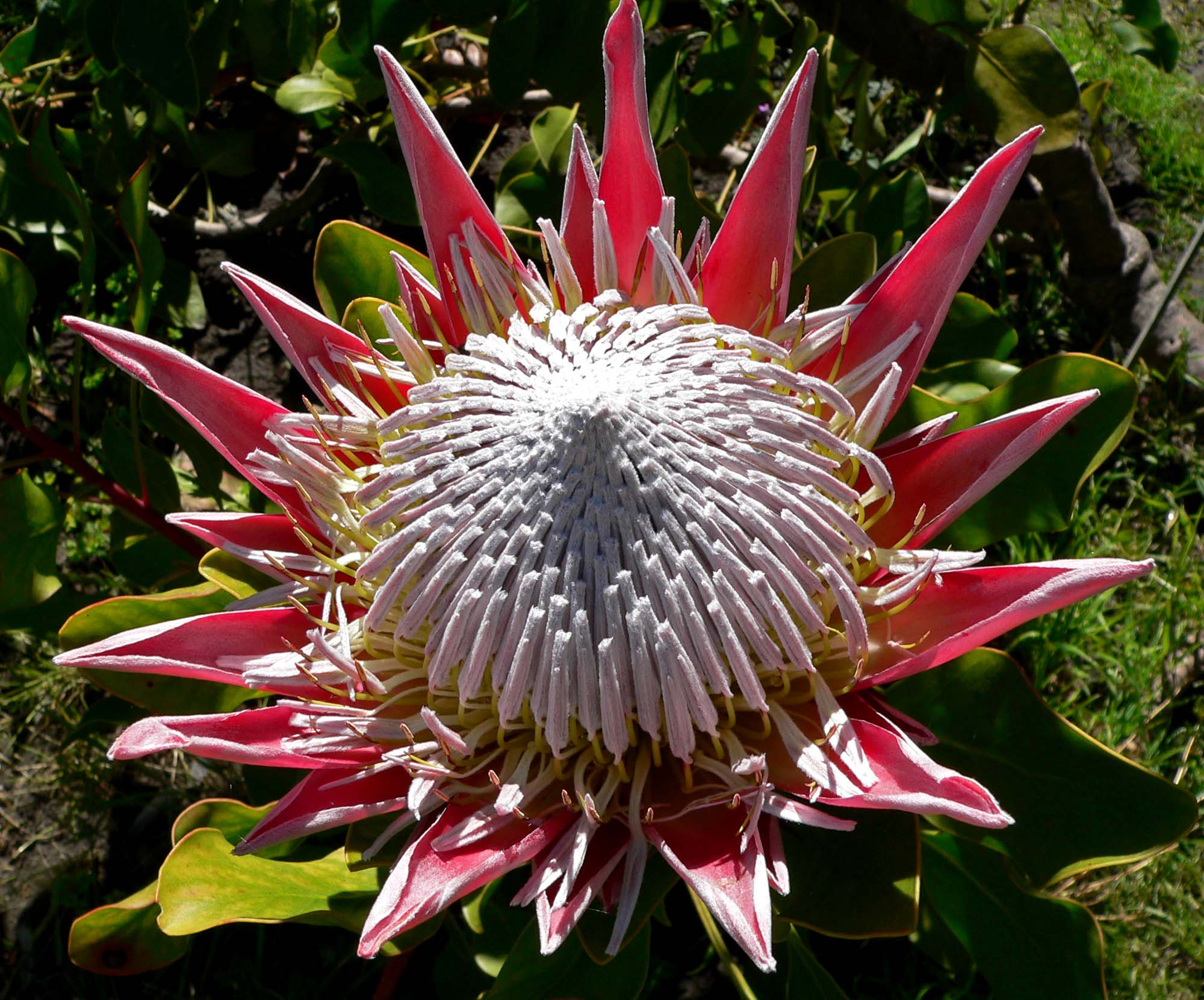
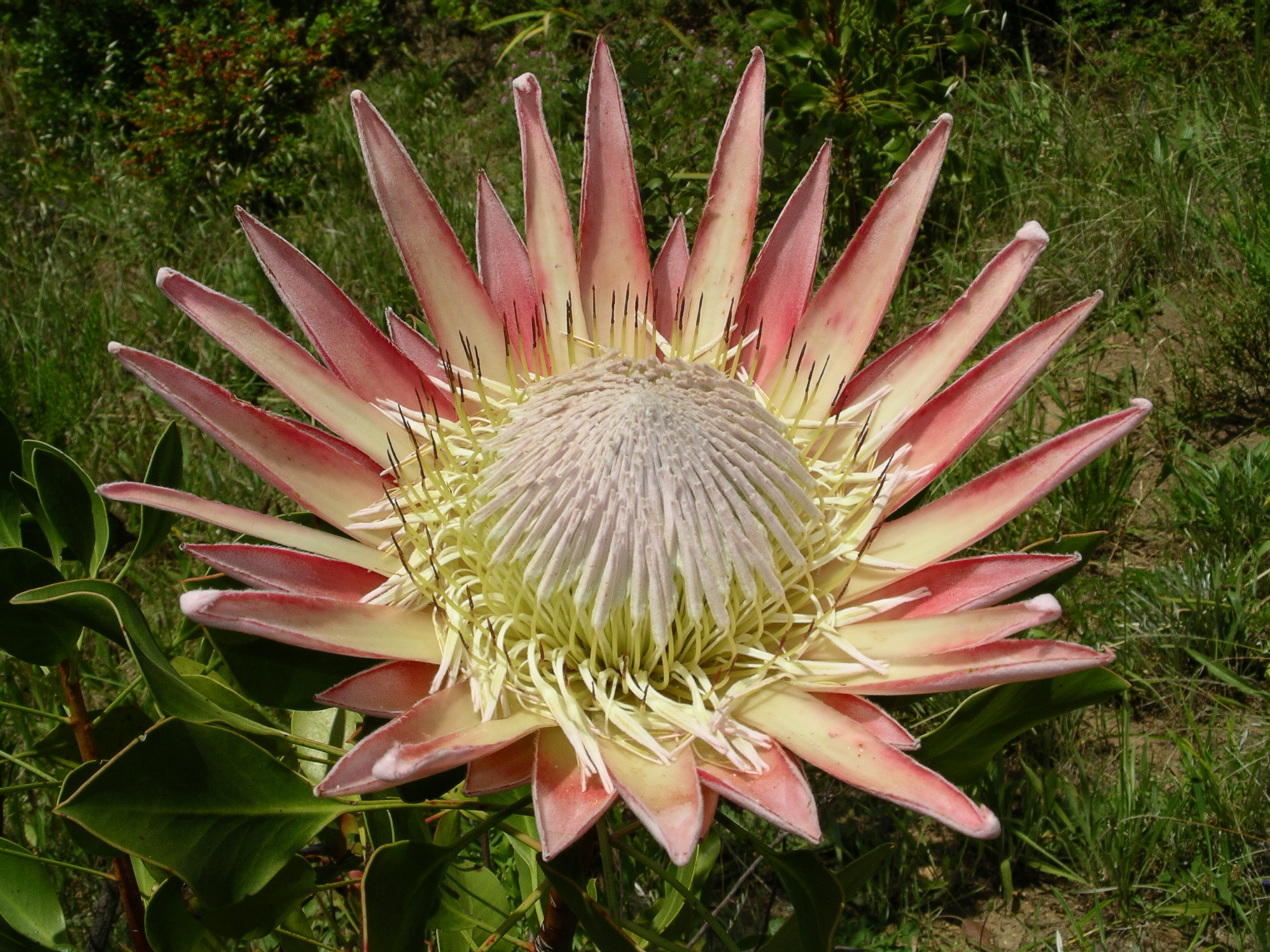
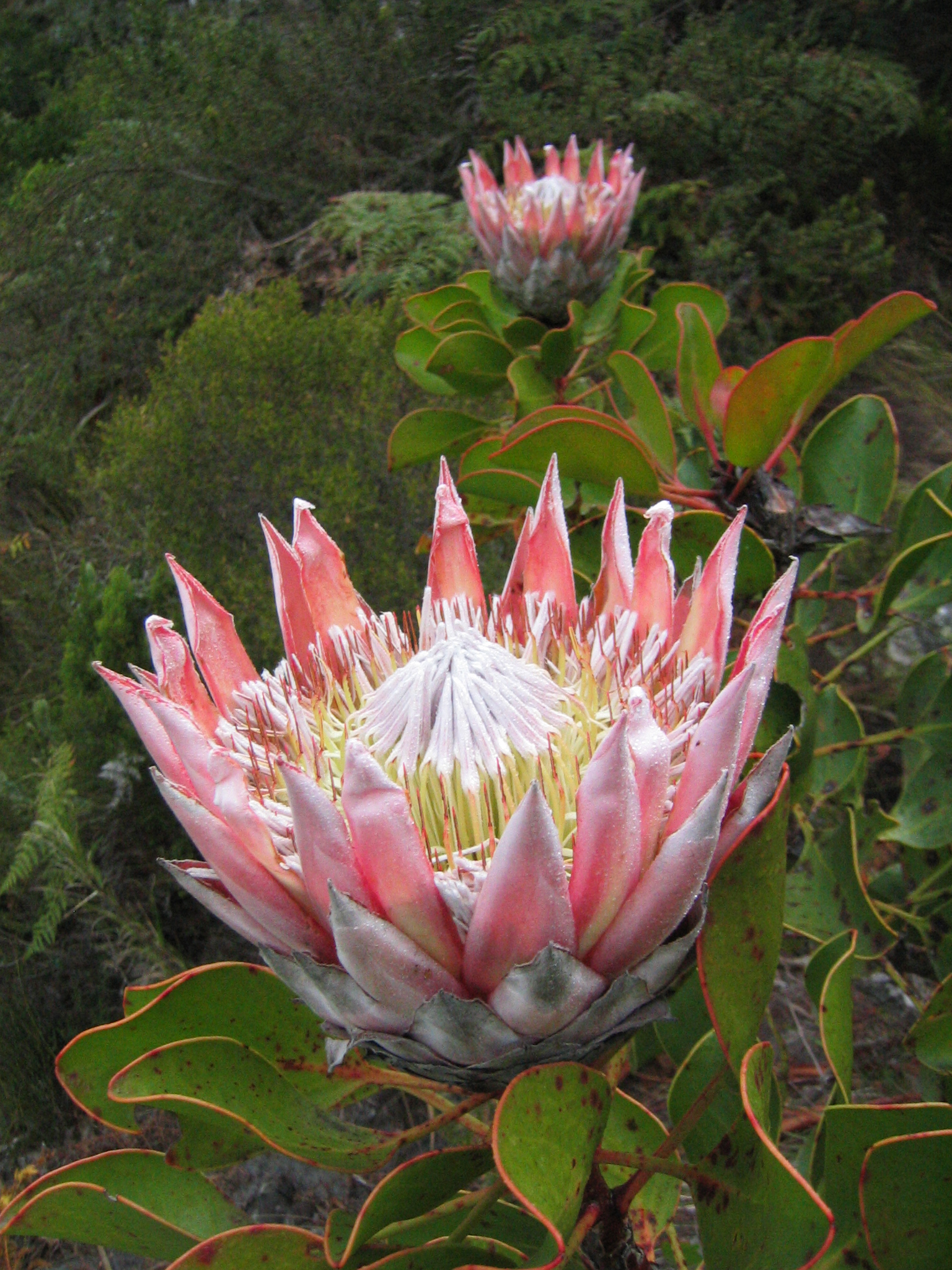
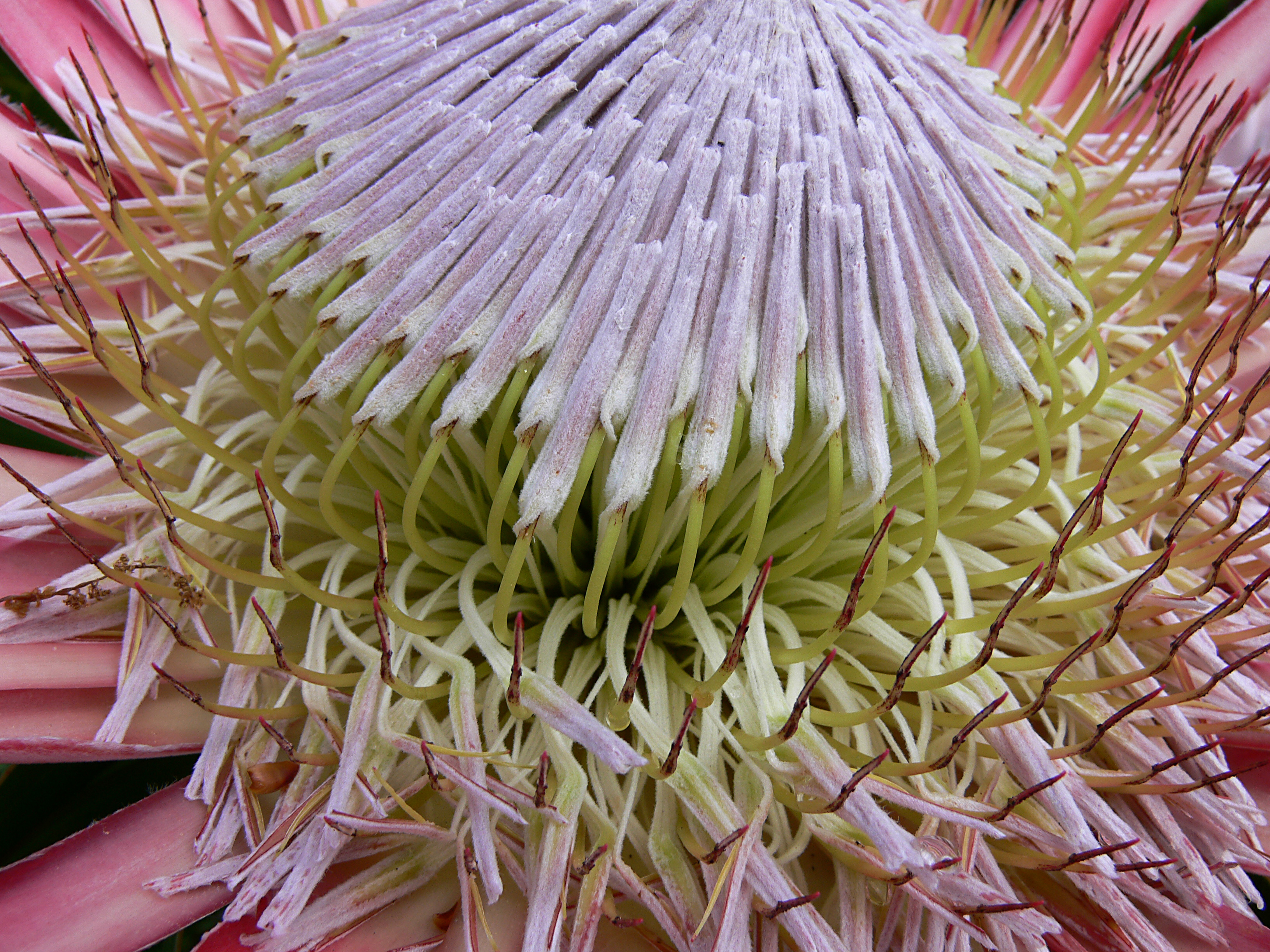
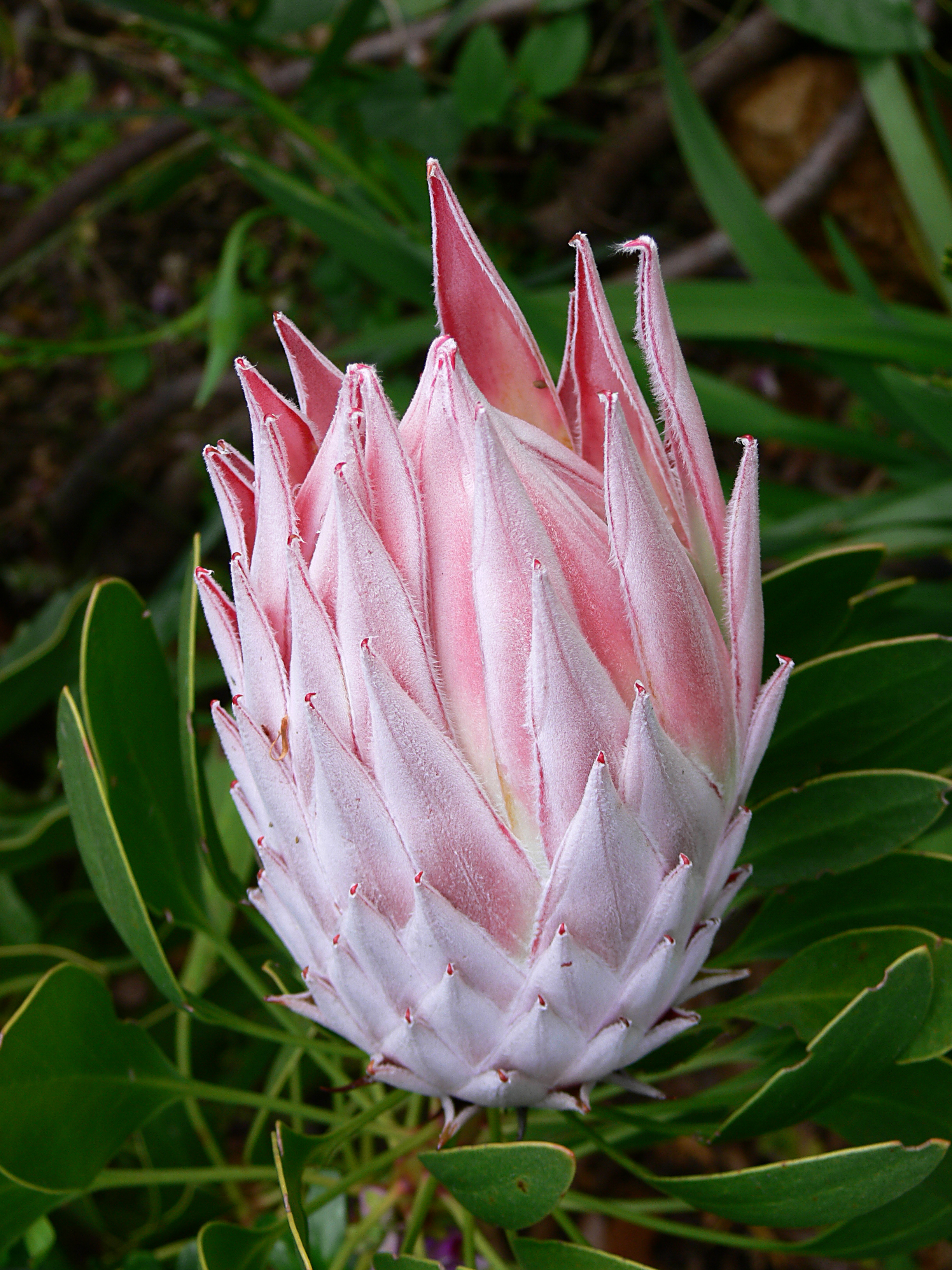
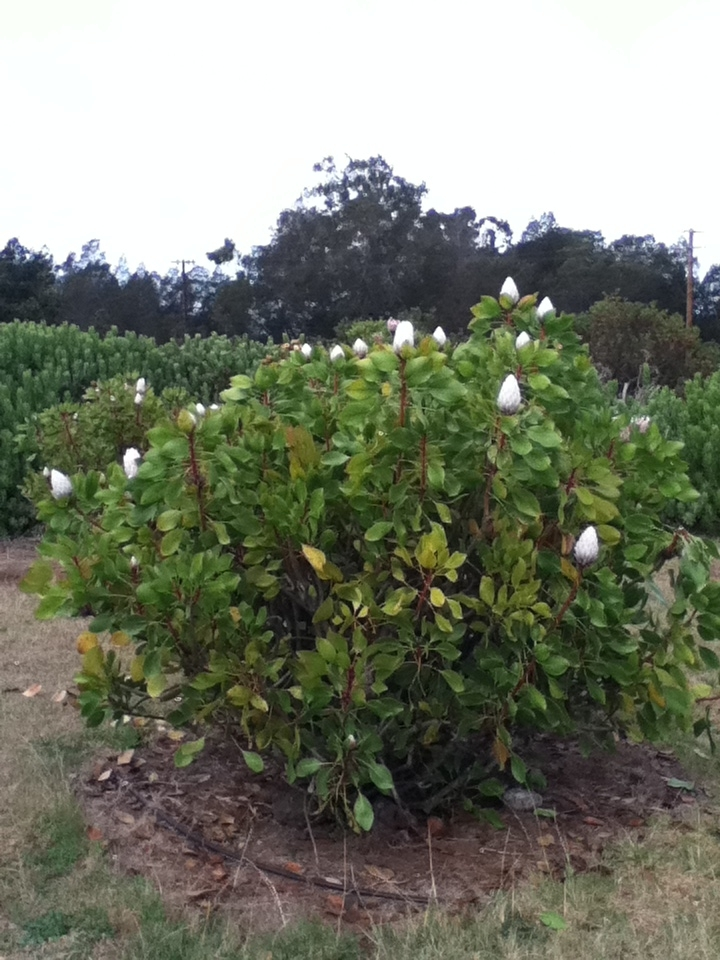
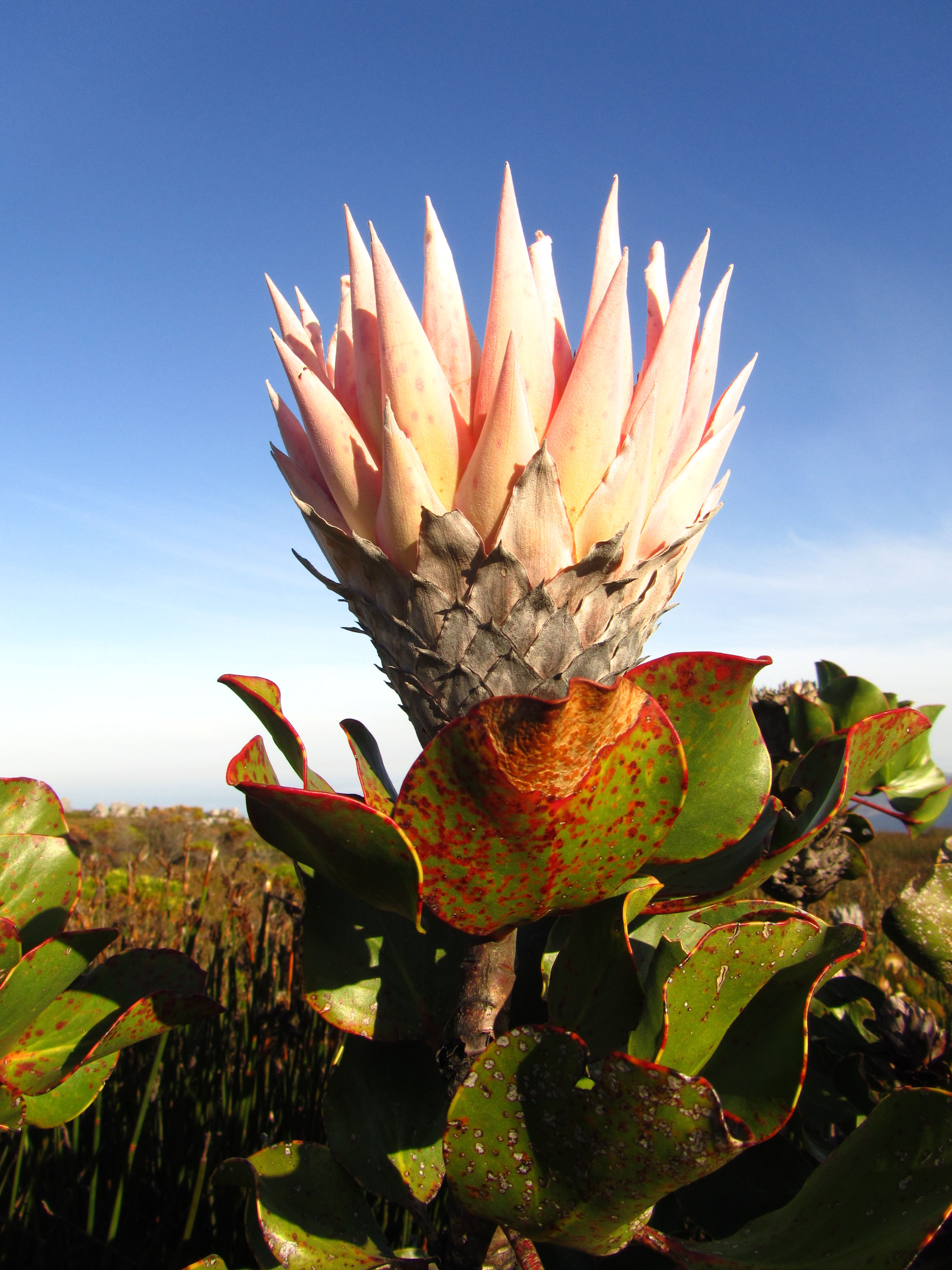
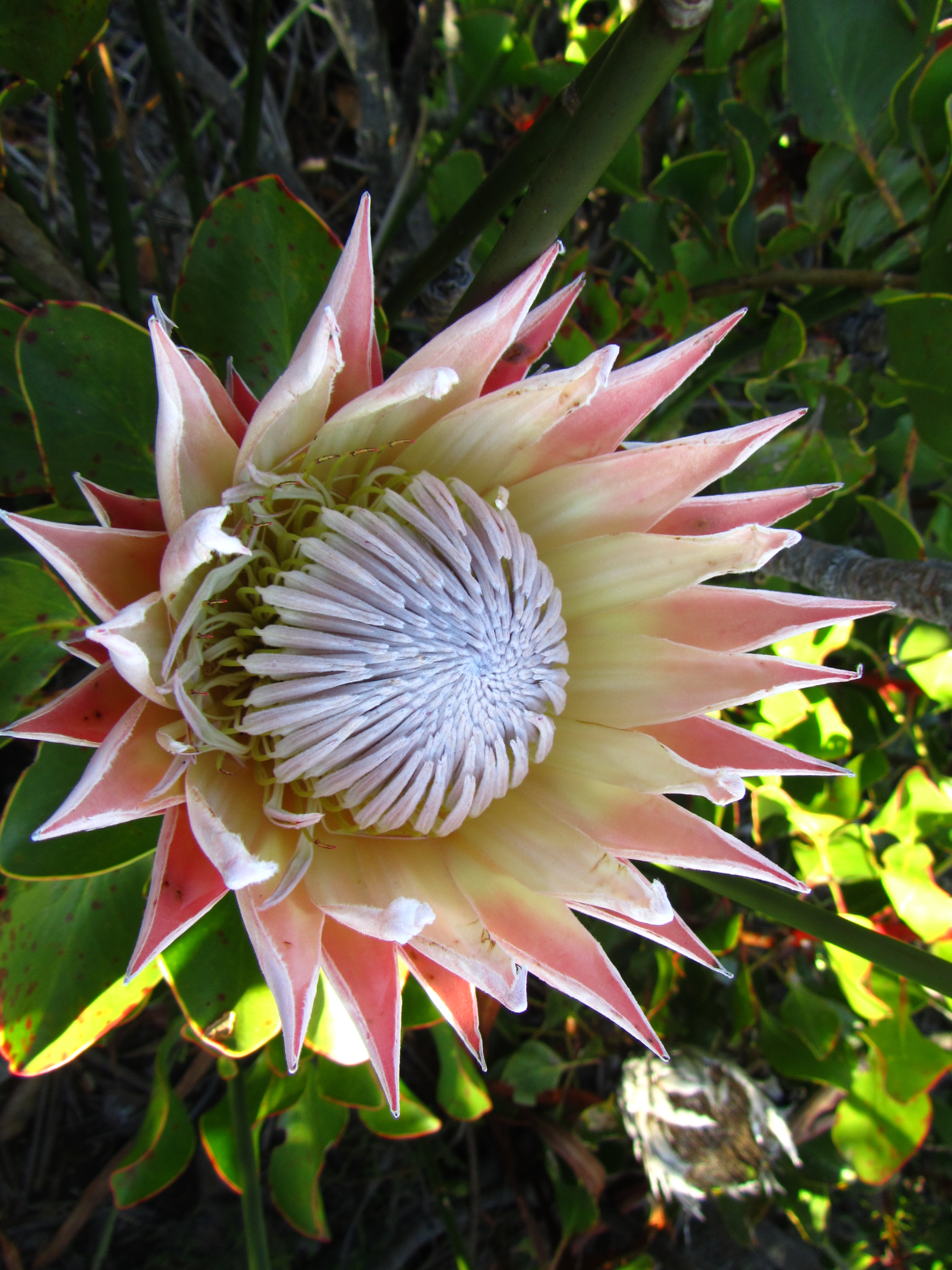